# تیری ری
تیری ری (انگلیسی: Thierry Rey؛ زادهٔ ۱ ژوئن ۱۹۵۹) جودوکار اهل فرانسه است.
وی همچنین برندهٔ جوایزی همچون لژیون دونور (شوالیه) و لژیون دونور (افسر) شده‌است.